# Turmuhr

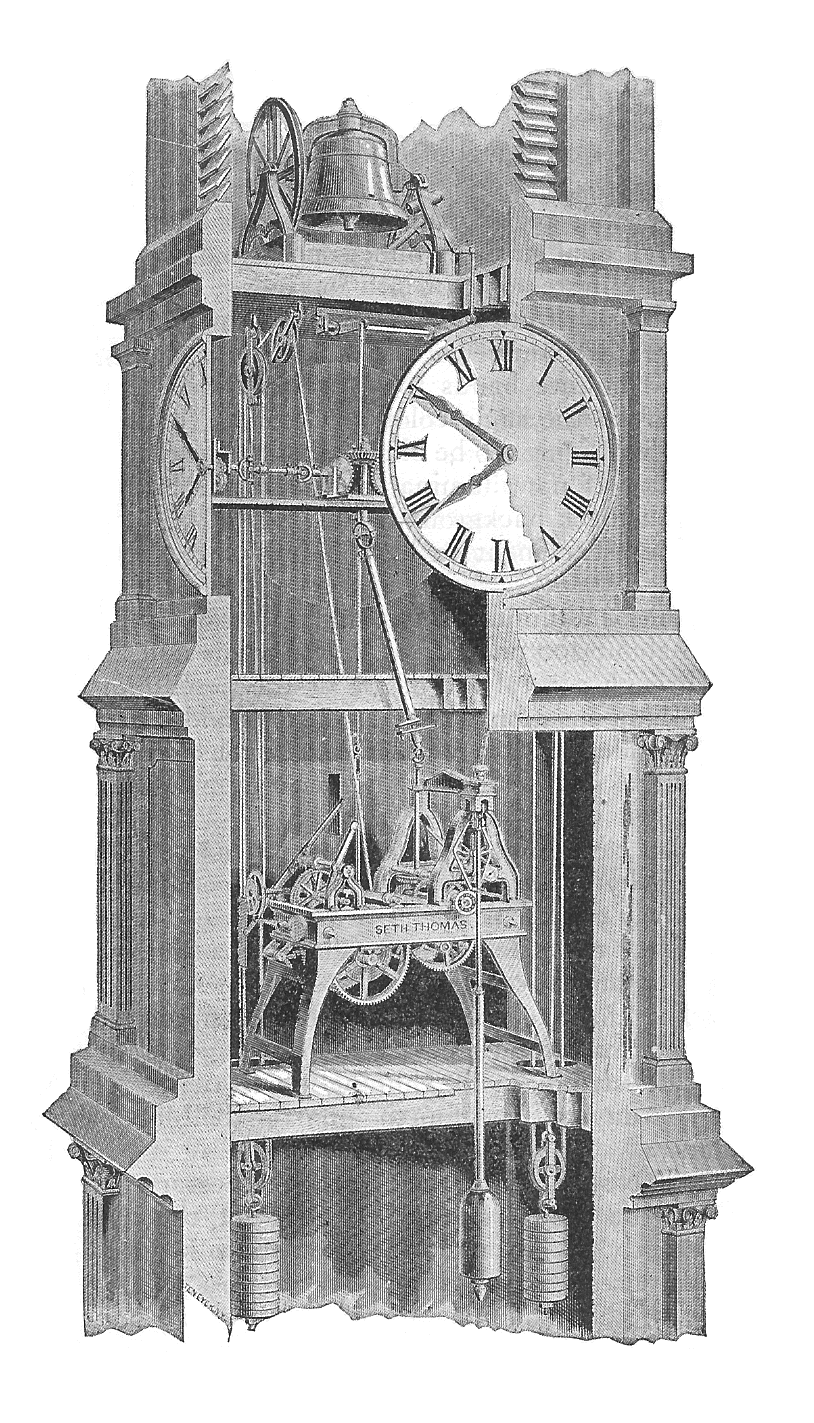
Uhrturm mit einer Turmuhr

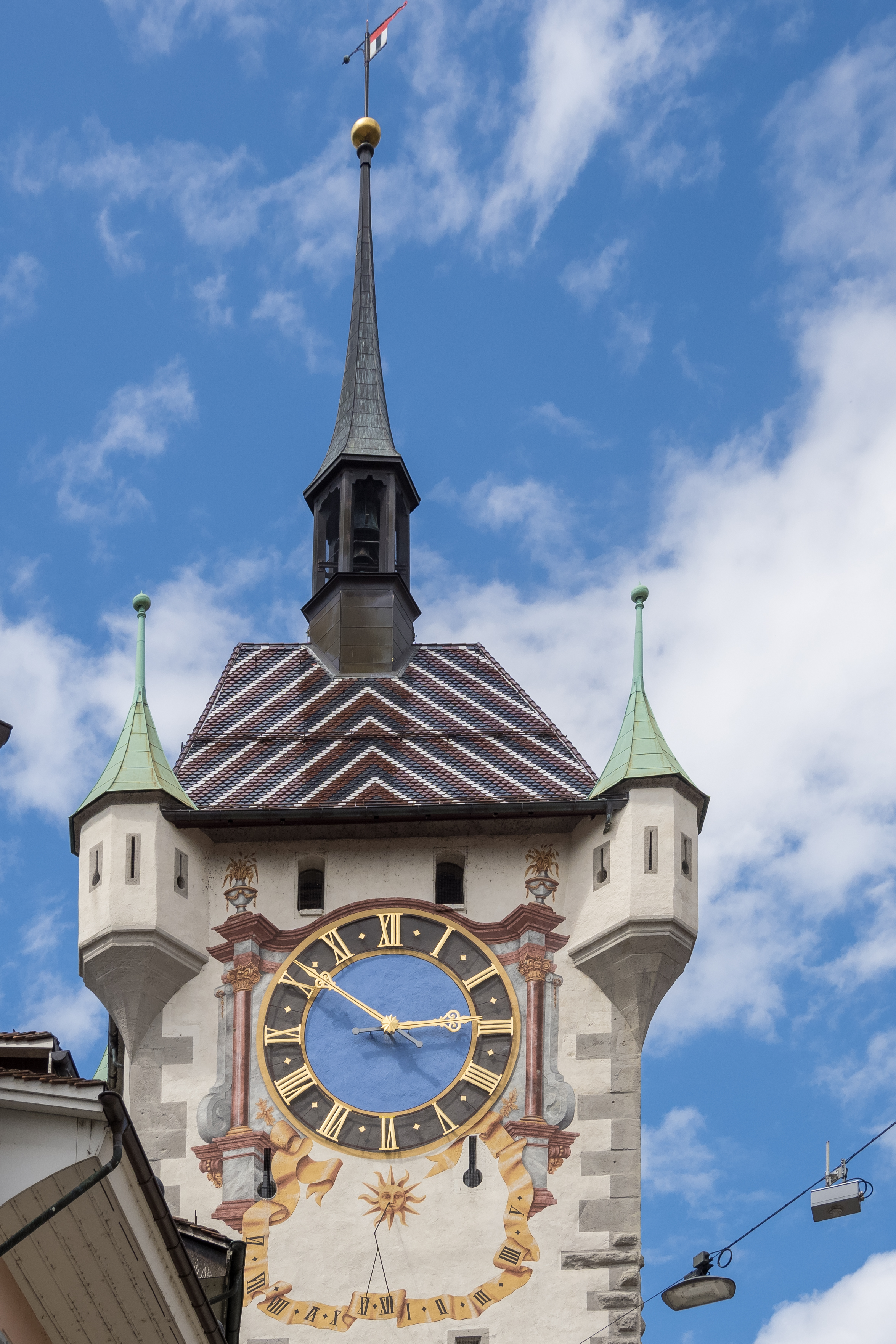
Stadtturm Baden, Schweiz (mit Reserve-„Solaruhr“)

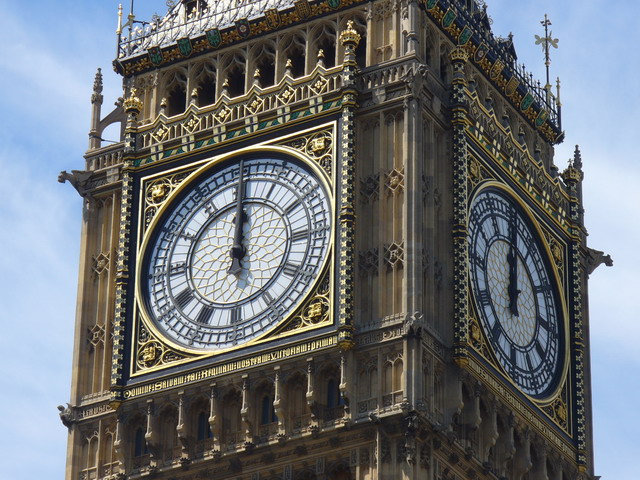
Turmuhr (Zifferblätter)
am Uhrturm des Palace of Westminster in London (fälschlich „Big Ben“ genannt)

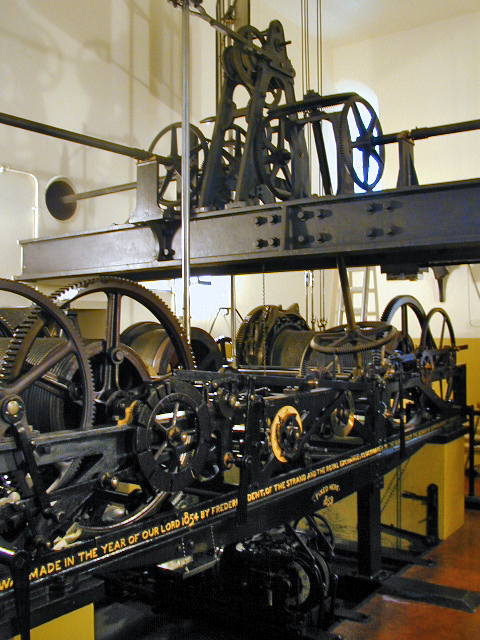
Turmuhr (Uhrwerk)
im Uhrturm des Palace of Westminster in London

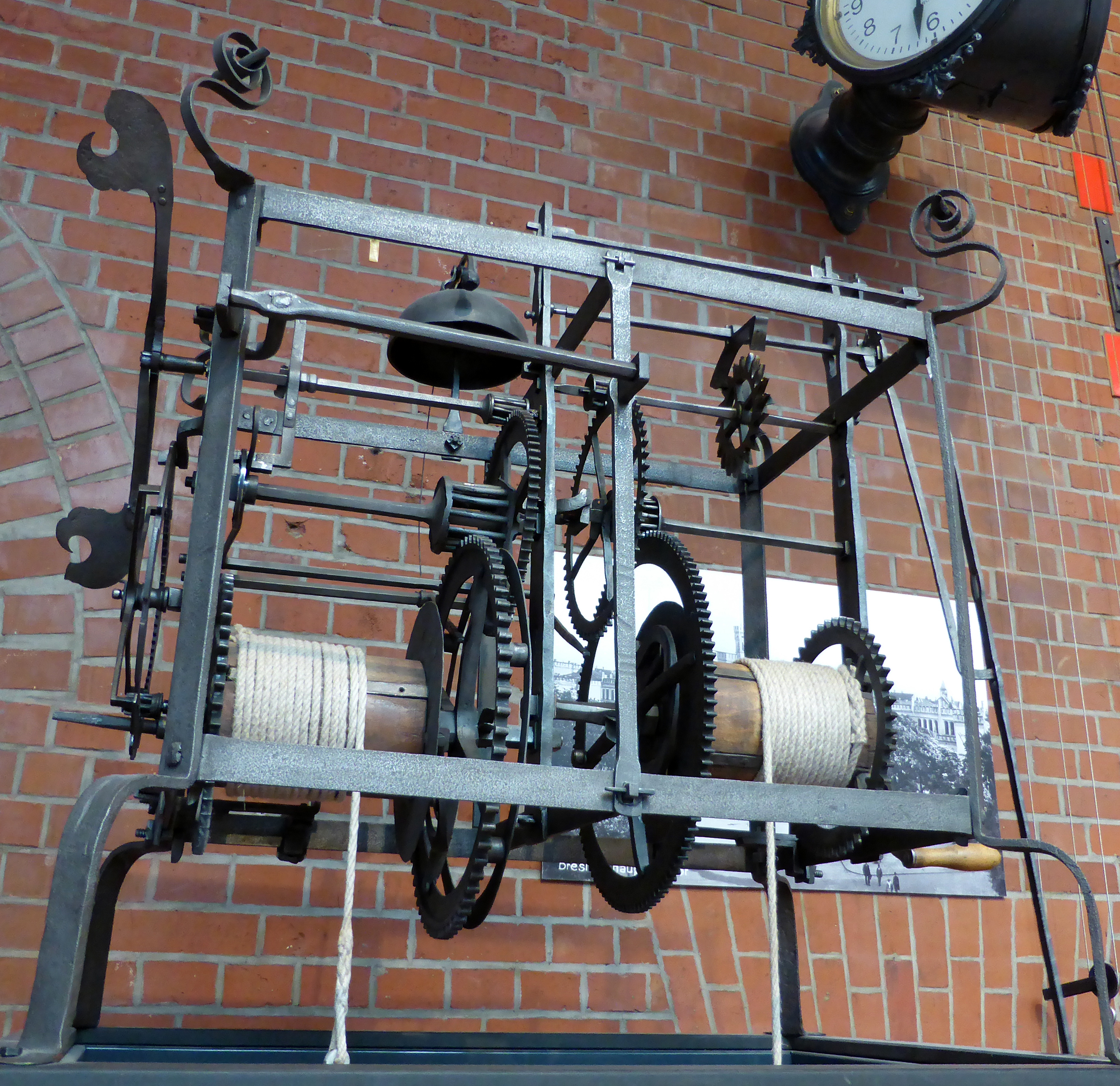
Turmuhr mit Schlagwerk, 18. Jahrhundert

Eine Turmuhr ist eine große, weithin sichtbare, zumeist in einem Kirchturm oder einem Uhrturm eingebaute Uhr. Hierbei sind in der Regel Zifferblätter an allen vier Seiten angebracht. Das Zifferblatt muss nicht unbedingt an einem Turm platziert sein. Die gesamte Uhrenmechanik, also das Uhrwerk mit den zusätzlichen Komponenten, einer großen Uhr an einem öffentlichen Gebäude wie einem Rathaus, einer Schule oder einem Schloss wird ebenfalls als Turmuhr bezeichnet.

## Geschichte

### Schlaguhren
Turmuhren waren die ersten mechanischen Uhren überhaupt und fanden gegen Ende des Mittelalters weite Verbreitung. Uhren waren zu dieser Zeit sehr teuer, so dass eine Turmuhr für alle Bewohner eines Ortes einen Nutzen brachte. Als zentrale und maßgebliche Zeitanzeiger waren diese Uhrwerke auf den hohen Türmen von Kirchen, Rathäusern und Schlössern installiert. Die ersten Räderuhren mit Gewichtsantrieb (ab ca. 1300) verkündeten die volle Stunde zunächst durch automatische Glockenschläge, den sogenannten Uhrschlägen. Durch das Stundennachschlagwerk oder komplexere Technologien konnten dem Uhrschlag weitere Glockenschläge hinzugefügt werden, die bis hin zu komplexeren Melodien reichten (wie zum Beispiel der Westminsterschlag des Uhrturmes des Palace of Westminster, für dessen Erzeugung auch der scherzhaft so genannte Big Ben zum Einsatz kommt, deutlich macht). Ersatzweise schlugen in einigen Türmen Turmwächter zu jeder beginnenden Stunde die zugehörige Kirchenglocke an.
Mit der Erfindung der Schlaguhr war es erstmals möglich, immer gleich lange äquinoktiale Stunden mit Hilfe einer Mechanik darzustellen, ohne astronomische Berechnungen durchführen zu müssen. Eine mechanische Uhr mit Anzeige der vorher gebräuchlichen, jahreszeitlich verschieden langen temporalen Stunden wäre sehr aufwändig gewesen, wenngleich ihre Konstruktion vereinzelt dennoch versucht wurde. Schlaguhren sind in Verbindung mit äquinoktialen Stunden erstmals 1344 in Padua belegt. Genua folgte 1353, Bologna 1356. In der Folge wurden Schlaguhren in ganz Europa verwendet.

### Uhren mit Zeigern
Später wurden auch Uhren mit Zeigern verwendet. Sie brachten eine „amtliche“, für die jeweilige Region verbindliche Uhrzeit. Bei den ersten Zifferblättern begnügte man sich zunächst mit nur einem Zeiger, der die Stunden zählte.
Die Turmuhren wurden damals noch in traditioneller Handarbeit durch Schmiede aus Eisen gefertigt.
Auf dem Zifferblatt von Uhren ist bei Verwendung römischer Zahlen die 4 oft als 'IIII' dargestellt und nicht wie seit dem späten Mittelalter gemäß der Subtraktionsregel häufig gebrauchten 'IV'. Die 9 hingegen zumeist als 'IX'. Es gibt dafür verschiedene Erklärungsansätze. Eine geht von Symmetriegründen aus. Durch die 'IIII' entsteht ein optisch gleichwertiges Gegengewicht zur gegenüberliegenden 'VIII'. Zudem kommen auf diese Weise alle Zahlenarten gleich oft vor (je vier Strich-, V- und X-Zahlen). Es sind beide Schreibweisen üblich.
Turmuhren dienten der Zeiteinteilung für liturgische Zwecke (der Gebetszeiten) sowie der Einteilung des Arbeitstages. Eine sehr frühe deutschsprachige Gebrauchsanweisung zur Regulierung einer Turmuhr mit einer so genannten „Waagbalkenhemmung“ ist aus dem Jahr 1385 bekannt. Lange wurden diese Uhren täglich nach einer Sonnenuhr bzw. einem Mittagsweiser neu gestellt, nicht notwendigerweise weil sie ungenau gingen, sondern weil bis ins 19. Jahrhundert die täglich nach dem Sonnenstand neu bestimmte wahre Ortszeit verwendet wurde.

### Zeitalter der Elektrifizierung
Die seit Jahrhunderten bewährte Mechanik des zentralen Großuhrwerks blieb je nach Manufaktur und regionalen Einflüssen weitgehend unverändert. Mit Einführung der Elektrizität und dem Wunsch sichtbare und hörbare Prozesse der Zeitangabe zu automatisieren kam es zu einer Vielzahl von Umbauten bestehender Uhrwerke. Mannigfaltige Patentschriften und Neukonstruktionen wurden auf den Weltausstellungen präsentiert.

#### Elektromechanischer Antrieb (Aufzug)
Bisher wurden die Gewichte zum Antrieb von Werk, Zeiger und Glockenschlag separat oder vereint über eine Handkurbel mit Rollen, Flaschenzügen und Differentialgetrieben mühsam aufgezogen. Von nun an erledigte dies ein Elektromotor mit Untersetzung. Die erforderliche Motorsteuerung erfolgte wie bisher über das Uhrwerk mit einer zusätzlich eingebauten Scheibe. Ein Auslösestift, welcher die freie Fallhöhe des Gewichtes berücksichtigte und über einen Quecksilberflüssigkeitsschalter den Aufzugsmotor aktivierte und abschaltete, bestimmte den individuellen Aufzug der Uhr. (Vgl. Video Wikipedia Uhrwerk Elektromechanische Uhrwerke, Mechanische Uhrwerke mit elektrischem Aufzug, Turmuhr Villa Haas elektromechanischer Aufzug (Fa. Perrot))

#### Elektromagnetische Steuerung (Schlag)
Um das richtige Zeitgefühl auch bei Nacht zu vermitteln, hatten die meisten Turmuhren Schlagwerke. Viele Konstrukteure verwendeten einen zweiten Elektromotor, um eine mögliche störende zeitliche Überschneidung von Schlag und Antrieb zu vermeiden. Eine weitere technische Herausforderung war die Schlagwerksteuerung zweier verschiedener Glocken für Viertel- und Stundenschlag. (Siehe Schlagwerk (Uhr) Wiener Schlag) Der zweite Elektromotor treibt über einen Keilriemen wie bisher eine Hammerhebewelle. Eine magnetische Spule steuert hierüber den Ausschlag des jeweils benötigen und mit einem Seil verbundenen Glockenhammers. Vom Rechenschlagwerk werden durch elektromechanische  Schütze die Anzahl der Schläge zur Uhrzeit vermittelt.

## Gegenwart
Heute sind mechanische Turmuhrwerke nur noch selten in Betrieb. Die moderne Technik mit funkgesteuerten Werken und auch die aufwendige, schwierige Pflege der Uhren haben dazu ihren Beitrag geleistet. Dies führte dazu, dass viele historische Turmuhrwerke durch Vernachlässigung verschlissen sind oder, weil nicht mehr benötigt, in private Hand verkauft wurden. Andererseits werden zunehmend historische Turmuhrwerke als technische Denkmäler betrachtet und restauriert. Durch Nachrüstung mit elektrischen Aufzugsvorrichtungen kann der Aufwand für ihre Bedienung deutlich reduziert werden, ohne das historische Uhrwerk verändern zu müssen. Auch die Ganggenauigkeit ist nach einer gründlichen Restaurierung akzeptabel.

## Umgekehrte Zeiger

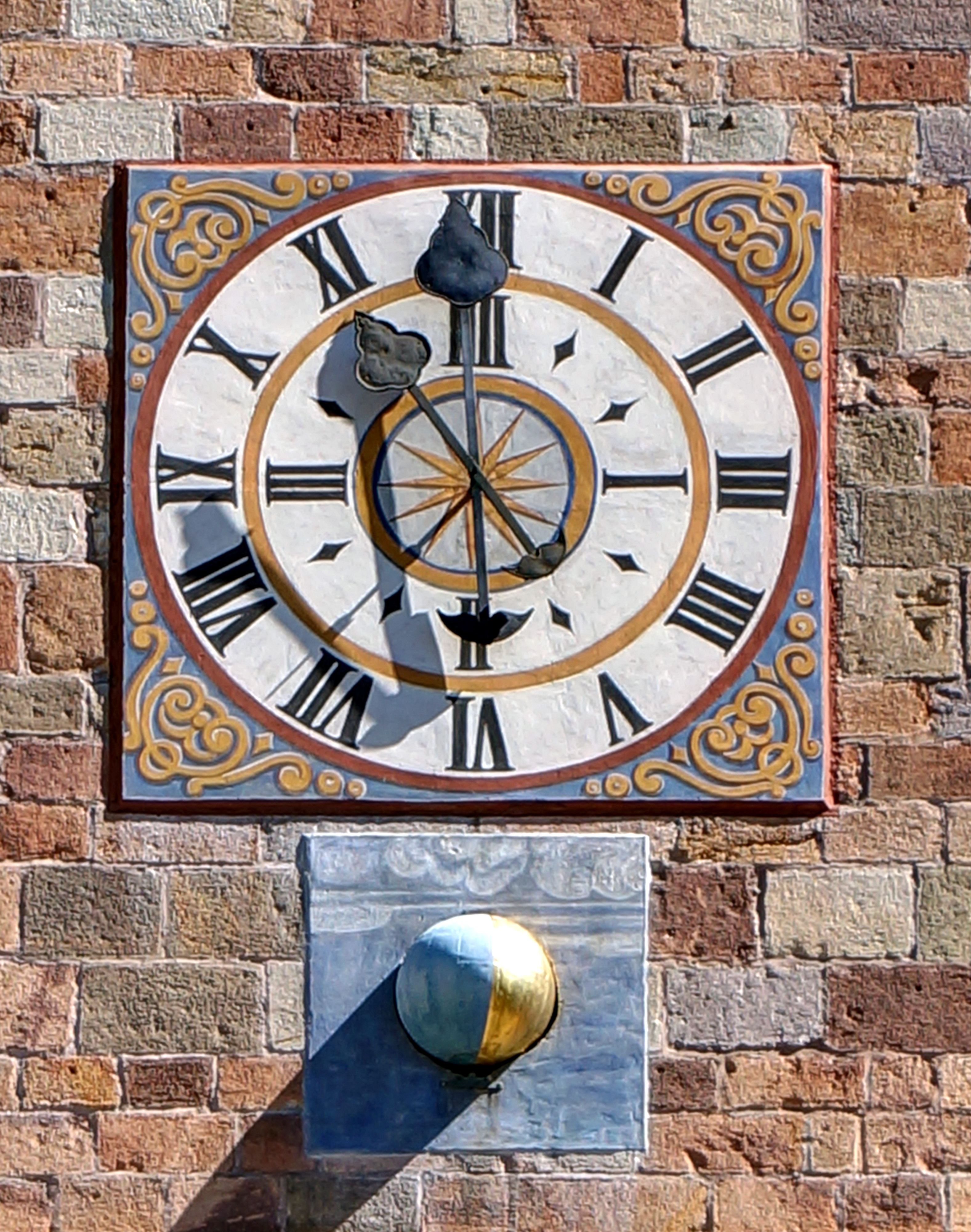
„Umgekehrte“ Zeiger, es ist 11:55 in Terlan

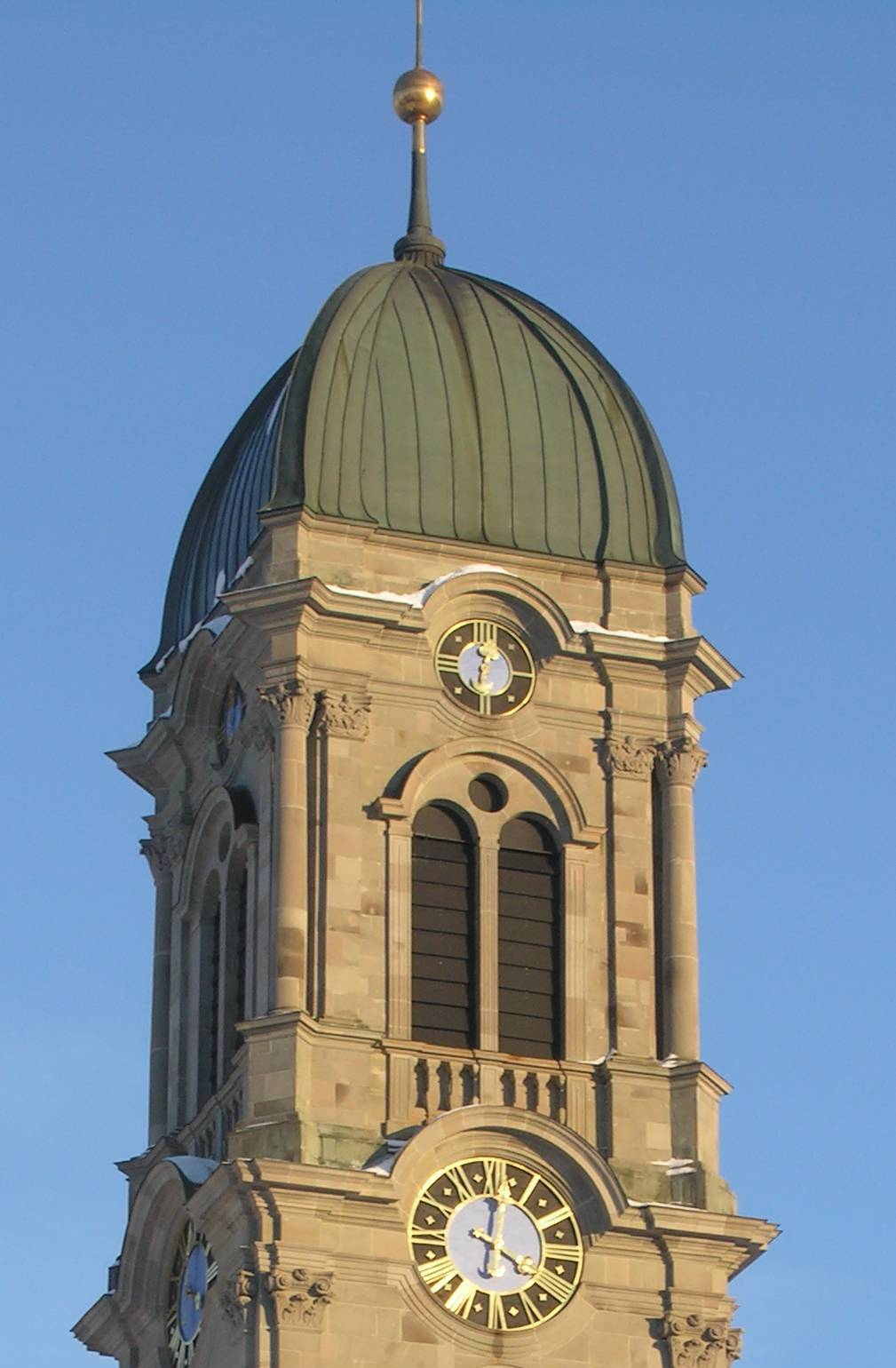
Turmuhr Kloster Einsiedeln mit separatem Viertelstundenzifferblatt

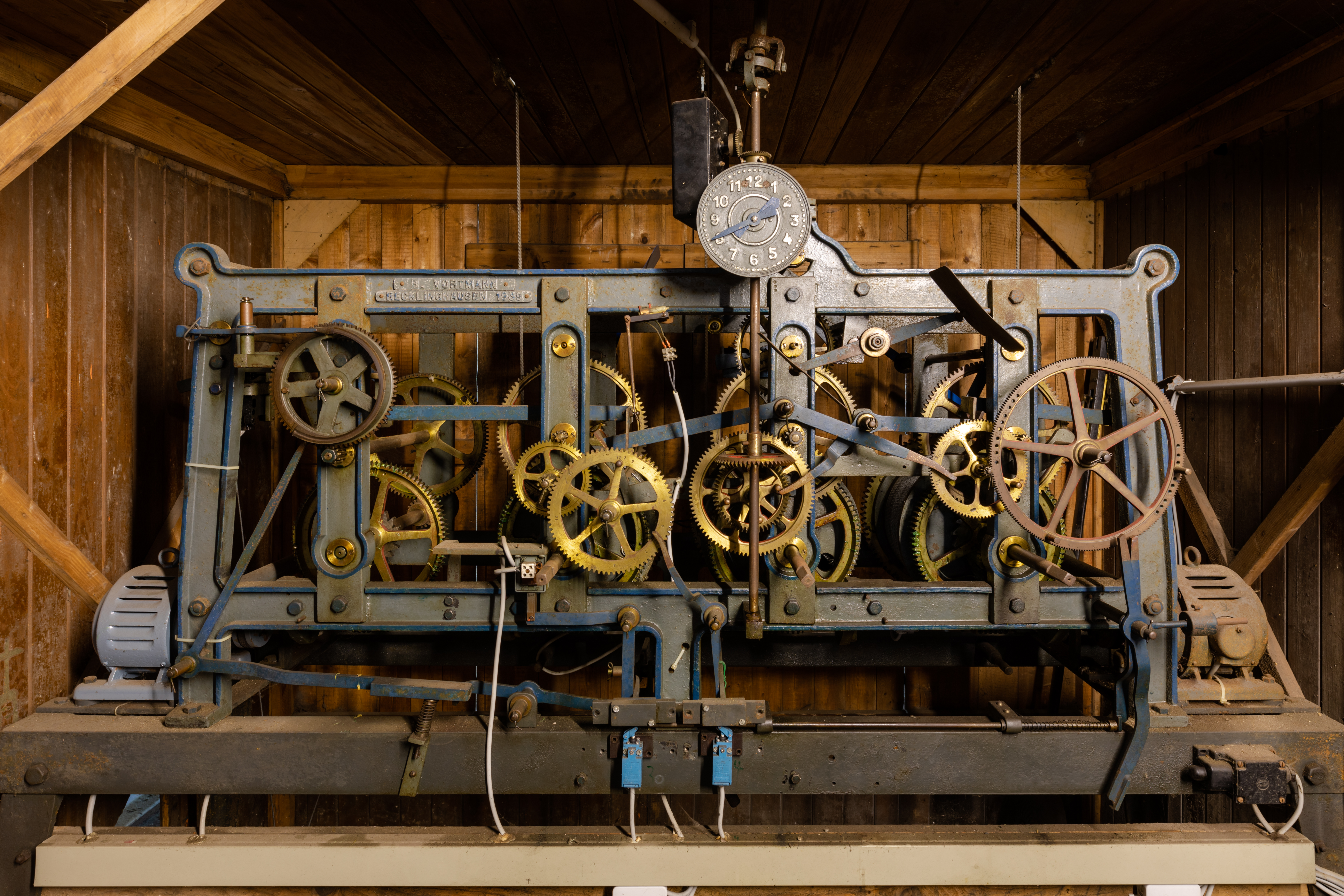
Uhrwerk der Heilig-Kreuz-Kirche in Dülmen

Die Kirchturmuhr der Pfarrkirche Maria Himmelfahrt in der Südtiroler Gemeinde Terlan zeigt, anders als heute üblich, mit dem kurzen Uhrzeiger die Minuten und mit dem langen Zeiger die Stunde an. Vor der Einführung der genaueren Pendeluhr Ende des 17. Jahrhunderts gab es wegen der Ungenauigkeit der Uhrwerke nur Stundenzeiger. Der alte große Stundenzeiger wurde bei der Pfarrkirche in Terlan also belassen, als nachträglich ein – zur Unterscheidung – kleiner Minutenzeiger hinzugefügt wurde. Beim Grazer Uhrturm auf dem Schlossberg in Graz ist man genauso vorgegangen und hat den alten großen Stundenzeiger belassen. Bei einigen Turmuhren wurde für die später hinzugekommene Minuten- oder Viertelstundenanzeige ein zusätzliches Zifferblatt angebracht.

## Rekord
Für Mekka, Saudi-Arabien hat das Familienunternehmen Johannes Perrot in Calw bis 2011 eine Turmuhr mit vier Ziffernblättern mit 43 m Durchmesser hergestellt, die nach Eigenaussage die größte Uhr der Welt ist. Dieser Turm ist 601 m hoch. Montiert wurde die Makkah-Clock von einem türkischen Unternehmen, da nur Muslime in die heilige Stadt dürfen.
Die Uhrenfabrik Petrodworez stellte am 31. März 2015 zur Wiedereröffnung des Einkaufszentrums „Zentrales Kinderwarenhaus“ am Lubjanka-Platz in Moskau die aktuell größte Uhr weltweit her.

## Literatur

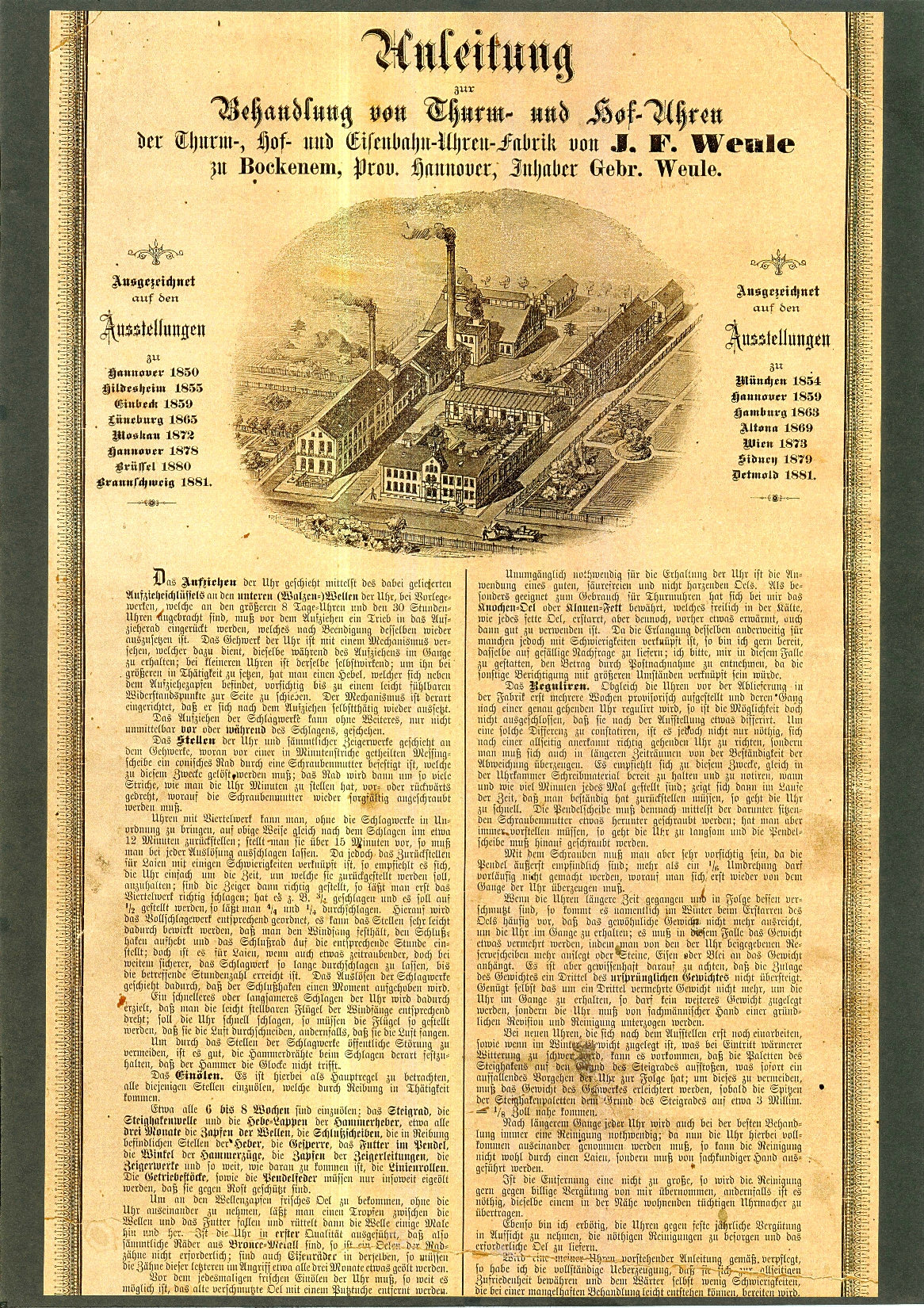
Wartungsanleitung einer J. F. Weule-Turmuhr aus Bockenem am Harz